# Lisa Smolders
Lisa Smolders (29 april 1986, Leuven) is een Belgische radio- en televisiepresentator. Ze werkte voor Studio Brussel en Acht. Na een tijdelijke overstap in 2013 en 2014 bij VIER werkt ze opnieuw voor verschillende merken van de openbare omroep. 

## Opleiding
Lisa Smolders studeerde psychologie aan de UGent en antropologie aan de KU Leuven. Daarna deed ze ook een opleiding Audiovisuele Kunsten aan het Ritcs in Brussel.

## Radio
Lisa Smolders begon als radiopresentator bij Studio Brussel met het radioprogramma Sex, Drugs & Rock 'n Roll. Daarna presenteerde ze Super Sunday en De Middag Draait Door. In juni 2012 presenteerde ze de eerste editie van Blok Party. 
Ze was assistent-presentator voor het televisieprogramma Reyers laat, een praatprogramma met Lieven Van Gils op de openbare zender Canvas. 
Op Acht presenteerde ze Metropolis en Humo's Rock Rally Rapport. 
Op 18 juni 2013 kondigde Smolders haar vertrek aan bij Studio Brussel. Haar laatste uitzending was op vrijdag 28 juni samen met Ilse Liebens in On The Rocks. 
In april 2014 stapte ze opnieuw over naar de VRT, waar ze als muzieksamensteller en presentator bij Radio 1 werkte en projecten rond digitale content voor jongeren mee opstartte. Vanaf mei 2015 presenteert ze op Radio 1 Alderweireld, een programma rond wereldmuziek.
Ook is ze sinds 2017 de vaste netstem van MNM.

## Televisie
In september 2013 nam ze deel aan De Slimste Mens ter Wereld op VIER. Vanaf 7 november presenteerde ze het muziekprogramma De Beste Singer-Songwriter van Vlaanderen op VIER. Daarnaast liep er op Acht ook haar eigen docushow waar ook haar kat Giorgio in fungeerde.
In 2017 werd ze presentatrice van het programma BRUZZ LIVE op de Brusselse stadsomroep BRUZZ.
In het najaar van 2022 neemt ze deel aan De Allerslimste Mens ter Wereld. Op 15 september geeft ze daar toe dat ze regelmatig haar eigen wikipedia-pagina vervalst, met name haar leeftijd.

## Podcasts
Sinds 2020 maakt ze podcasts voor het productiehuis 'Van Leeuwen & De Bock', dat ze samen runt met radiopresentator Rik De Bruycker.

## Politiek
Naast radiopresentator was Lisa Smolders van 2007 tot 2009 Groen-gemeenteraadslid in Leuven. 